# Sergej Volkov (cosmonauta)
Sergej Aleksandrovič Volkov (in russo Сергей Александрович Волков?; Čuhuïv, 1º aprile 1973) è un cosmonauta russo.

## Biografia
È nato il 1º aprile 1973, a Čuhuïv, nell'oblast' di Charkiv, in Ucraina.
Dopo il diploma alla scuola superiore di Città delle Stelle nel 1990, è entrato nella Scuola dell'aeronautica militare di Tambov, diplomandosi nel 1995.
Ha volato sugli aerei L-29, L-39, IL-22, IL-76 e Tu-134 accumulando più di 500 ore di volo. È un pilota dell'Aeronautica di Terza Classe, un istruttore di paracadutismo e sommozzatore. A luglio 2012 si è ritirato dall'Aeronautica Russa con il grado di colonnello.

### Vita privata
È sposato ed ha un figlio.

## Carriera come cosmonauta
È stato selezionato come candidato cosmonauta del Centro di addestramento cosmonauti Jurij Gagarin (GCTC) della Città delle Stelle nel dicembre del 1997. È diventato ufficialmente un cosmonauta a novembre del 1999 dopo aver completato l'addestramento di base, per poi, nel 2000, terminare l'addestramento avanzato.
Da agosto del 2001 a febbraio del 2003 Volkov si è addestrato come comandante Sojuz e ingegnere di volo della Stazione Spaziale (ISS), essendo stato assegnato all'equipaggio di riserva dell'Expedition 7 con Sergej Krikalëv e John Phillips. A causa dell'incidente dello Space Shuttle Columbia l'assegnamento degli equipaggi verso la ISS è stato cambiato e nel 2003 l'equipaggio ha smesso di addestrarsi.
Ad aprile del 2004 è stato assegnato come membro dell'equipaggio primario dell'Expedition 11 con un lancio Shuttle (STS-121), ma a gennaio 2005 è stato rimosso perché sostituito dall'astronauta ESA Thomas Reiter.
Fino a febbraio 2006 si è addestrato con un gruppo di cosmonauti assegnati alla ISS per le Expedition 15, 16 e 17, per poi esser assegnato come riserva di Pontes, in una missione di sette giorni durante l'Expedition 13.
Da 2 al 10 giugno 2006, ha svolto, insieme con il cosmonauta Oleg Kononenko e l'astronauta Daniel Tani, un addestramento di sopravvivenza nel caso la Sojuz fosse atterrata sull'acqua.

### Expedition 17
Il 13 febbraio 2007 è stato assegnato come comandante dell'equipaggio primario dell'Expedition 17 e comandante della Sojuz TMA-12.
Volkov è partito dal Cosmodromo di Baikonur l'8 aprile 2008 con Oleg Kononenko e l'astronauta coreana Yi So-yeon, agganciandosi due giorni dopo alla Stazione. Durante questa missione è diventato il primo cosmonauta di seconda generazione, essendo figlio del cosmonauta Aleksandr Volkov. È stato anche uno delle poche persone a comandare la Stazione Spaziale alla sua prima missione e Expedition. Mentre era nello spazio è stato installato il JEM Pressurized Module e il Remote Manipulator System di Kibo dall'equipaggio della missione Shuttle STS-124 e il primo cargo europeo ATV-001 Jules Verne si è attraccato automaticamente nella parte russa della Stazione per la prima volta. Il 10 e il 15 luglio del 2008 ha svolto due attività extraveicolari (EVA) con Kononenko, accumulando più di 12 ore fuori dalla Stazione. È tornato sulla Terra dopo 198 giorni di missione con Kononenko e il turista spaziale Richard Garriott, il figlio dell'astronauta NASA Owen Garriott, che è diventato la seconda persona di seconda generazione ad esser andato nello spazio.

### Expedition 28/29
Il 7 ottobre 2009 è stato assegnato come membro dell'equipaggio di riserva dell'Expedition 24/25 e come membro dell'equipaggio primario dell'Expedition 28/29. Tra il 20 gennaio e il 2 febbraio 2010 ha partecipato all'addestramento di sopravvivenza d'inverno in una foresta vicino a Mosca, con gli astronauti NASA Ronald Garan e Michael Fossum. Il 7 giugno 2011 è partito per il suo secondo volo spaziale a bordo della Sojuz TMA-02M con i colleghi Satoshi Furukawa e Michael Fossum per l'Expedition 28/29. Il 3 agosto 2011 ha svolto un'EVA con Aleksandr Samokutyayev della durata di oltre 6 ore, accumulando in totale 18 ore e 35 minuti all'esterno della Stazione. A luglio 2011, durante l'Expedition 28, c'è stata l'ultima missione del programma Space Shuttle, con la missione STS-135. Il 22 novembre 2011 è atterrato nel Kazakistan dopo 167 giorni di missione.

### Expedition 45/46
Ad ottobre 2014 è stato assegnato alla Sojuz TMA-18M con Andreas Mogensen e il soprano inglese Sarah Brightman, in cui sarà però l'unico dei tre a prendere parte ad una missione di lunga durata, rendendo possibile la permanenza di Michail Kornienko e Scott Kelly sulla ISS della durata di un anno. Dal 20 al 22 gennaio 2014 ha partecipato ad un secondo addestramento di sopravvivenza con Mogensen e l'istruttore del GCTC Talankinym nelle foreste vicino a Mosca. Il 6 marzo 2015 è stato approvato come membro dell'equipaggio di riserva della Sojuz TMA-16M con il comandante Sojuz Aleksej Ovčinin e l'astronauta NASA Jeffrey Williams.
Dopo che il 13 maggio 2015 Sarah Brightman ha annunciato la sua rinuncia al volo spaziale per motivi personali, Ajdyn Aimbetov, un cosmonauta del Kazakistan, ha preso il suo posto nella Sojuz TMA-18M che Volkov comanderà.
Da novembre 2012 a marzo 2015 è stato direttore del Corpo Cosmonauti del GCTC.
Il 2 settembre 2015 alle 4:37 UTC è stato lanciato con Mogensen e Aimbetov dal Cosmodromo di Baikonur a bordo della Sojuz TMA-18M. Il docking con la ISS è previsto per venerdì 4 settembre 2015 alle 8:42 UTC.